# Distritos de Bélgica
Los distritos (en francés y neerlandés: Arrondissement) son subdivisiones debajo de las provincias de Bélgica. Existen distritos administrativos, judiciales y electorales. Estos pueden o no estar relacionados con áreas geográficas idénticas.
Bélgica, un estado federalizado, se compone geográficamente de tres regiones, de las cuales solo la Región Flamenca y la Región Valona se subdividen en cinco provincias cada una; La Región de Bruselas-Capital no es una provincia ni es parte de una.

## Administrativos
Los 43 distritos administrativos son un nivel administrativo entre los municipios y las provincias. Bruselas-Capital forma un distrito único para los 19 municipios de la región con ese nombre.
| Nombre neerlandés | Nombre francés     | HASC     | NUTS          | NIS/INS | Provincia          | Población (hasta 1/1/2018) | Municipios |
| ----------------- | ------------------ | -------- | ------------- | ------- | ------------------ | -------------------------- | ---------- |
| Aalst             | Alost              | BE.OV.AL | SER231        | 41      | Flandes Oriental   | 289,175                    | 10         |
| Aarlen            | Arlon              | BE.LX.AR | SER341        | 81      | Luxemburgo         | 62,202                     | 5          |
| Antwerpen         | Anvers             | BE.AN.AW | SER211        | 11      | Amberes            | 1,045,593                  | 30         |
| Aat               | Ath                | BE.HT.AT | SER321        | 51      | Hainaut            | 86,782                     | 8          |
| Bastenaken        | Bastogne           | BE.LX.BS | SER342        | 82      | Luxemburgo         | 48,183                     | 8          |
| Brugge            | Bruges             | BE.WV.BG | SER251        | 31      | Flandes Occidental | 281,780                    | 10         |
| Brussel-Hoofdstad | Bruxelles-Capitale | BE.BU.BR | SER100        | 21      | N/Un               | 1,198,726                  | 19         |
| -                 | Charleroi          | BE.HT.CR | SER322        | 52      | Hainaut            | 430,701                    | 14         |
| Dendermonde       | Termonde           | BE.OV.DM | SER232        | 42      | Flandes Oriental   | 200,307                    | 10         |
| Diksmuide         | Dixmude            | BE.WV.DK | SER252        | 32      | Flandes Occidental | 51,428                     | 5          |
| -                 | Dinant             | BE.NA.DN | SER351        | 91      | Namur              | 110,610                    | 15         |
| Eeklo             | -                  | BE.OV.EK | SER233        | 43      | Flandes Oriental   | 84,591                     | 6          |
| Gent              | Gand               | BE.OV.GT | SER234        | 44      | Flandes Occidental | 556,916                    | 17         |
| Halle-Vilvoorde   | Hal-Vilvorde       | BE.VB.HV | SER241        | 23      | Brabante Flamenco  | 632,134                    | 35         |
| Hasselt           | -                  | BE.LI.HS | SER221        | 71      | Limburgo           | 427,010                    | 17         |
| Hoei              | Huy                | BE.LG.HY | SER331        | 61      | Lieja              | 113,097                    | 17         |
| Ieper             | Ypres              | BE.WV.IP | SER253        | 33      | Flandes Occidental | 106,251                    | 8          |
| Kortrijk          | Courtrai           | BE.WV.KR | SER254        | 34      | Flandes Occidental | 289,114                    | 12         |
| Leuven            | Louvain            | BE.VB.LV | SER242        | 24      | Brabante Flamenco  | 506,355                    | 30         |
| Luik              | Lieja              | BE.LG.LG | SER332        | 62      | Lieja              | 623,953                    | 24         |
| Maaseik           | -                  | BE.LI.MS | SER222        | 72      | Limburgo           | 240,511                    | 12         |
| -                 | Marche-en-Famenne  | BE.LX.MR | SER343        | 83      | Luxemburgo         | 56,143                     | 9          |
| Mechelen          | Malines            | BE.AN.MH | SER212        | 12      | Amberes            | 342,945                    | 12         |
| Bergen            | Mons               | BE.HT.MN | SER323        | 53      | Hainaut            | 258,608                    | 13         |
| Moeskroen         | Mouscron           | BE.HT.MC | SER324        | 54      | Hainaut            | 76,297                     | 2          |
| Namen             | Namur              | BE.NA.NM | SER352        | 92      | Namur              | 316,058                    | 16         |
| -                 | Neufchâteau        | BE.LX.NC | SER344        | 84      | Luxemburgo         | 63,041                     | 12         |
| Nijvel            | Nivelles           | BE.BW.NV | SER310        | 25      | Brabante Valón     | 401,106                    | 27         |
| Oostende          | Ostende            | BE.WV.OS | SER255        | 35      | Flandes Occidental | 156,468                    | 7          |
| Oudenaarde        | Audenarde          | BE.OV.OD | SER235        | 45      | Flandes Oriental   | 123,868                    | 10         |
| -                 | Philippeville      | BE.NA.PV | SER353        | 93      | Namur              | 66,405                     | 7          |
| Roeselare         | Roulers            | BE.WV.RS | SER256        | 36      | Flandes Occidental | 151,873                    | 8          |
| Sint-Niklaas      | Santo-Nicolas      | BE.OV.SN | SER236        | 46      | Flandes Oriental   | 250,196                    | 7          |
| Zinnik            | Soignies           | BE.HT.SG | SER325        | 55      | Hainaut            | 190,334                    | 8          |
| -                 | Thuin              | BE.HT.TN | SER326        | 56      | Hainaut            | 151,912                    | 14         |
| Tielt             | -                  | BE.WV.TL | SER257        | 37      | Flandes Occidental | 92,615                     | 9          |
| Tongeren          | Tongres            | BE.LI.TG | SER223        | 73      | Limburgo           | 203,359                    | 13         |
| Doornik           | Tournai            | BE.HT.TR | SER327        | 57      | Hainaut            | 147,011                    | 10         |
| Turnhout          | -                  | BE.AN.TH | SER213        | 13      | Amberes            | 458,948                    | 27         |
| -                 | Verviers           | BE.LG.VV | SER335 SER336 | 63      | Lieja              | 287,374                    | 29         |
| Veurne            | Furnes             | BE.WV.VR | SER258        | 38      | Flandes Occidental | 61,530                     | 5          |
| -                 | Virton             | BE.LX.VT | SER345        | 85      | Luxemburgo         | 53,658                     | 10         |
| Borgworm          | Waremme            | BE.LG.WR | SER334        | 64      | Lieja              | 80,902                     | 14         |

Como excepción, el distrito de Verviers tiene dos códigos NUTS: BE335 para la parte de habla francesa y BE336 para la parte de habla alemana. Este último es idéntico al área de la comunidad de habla alemana.

## Judiciales

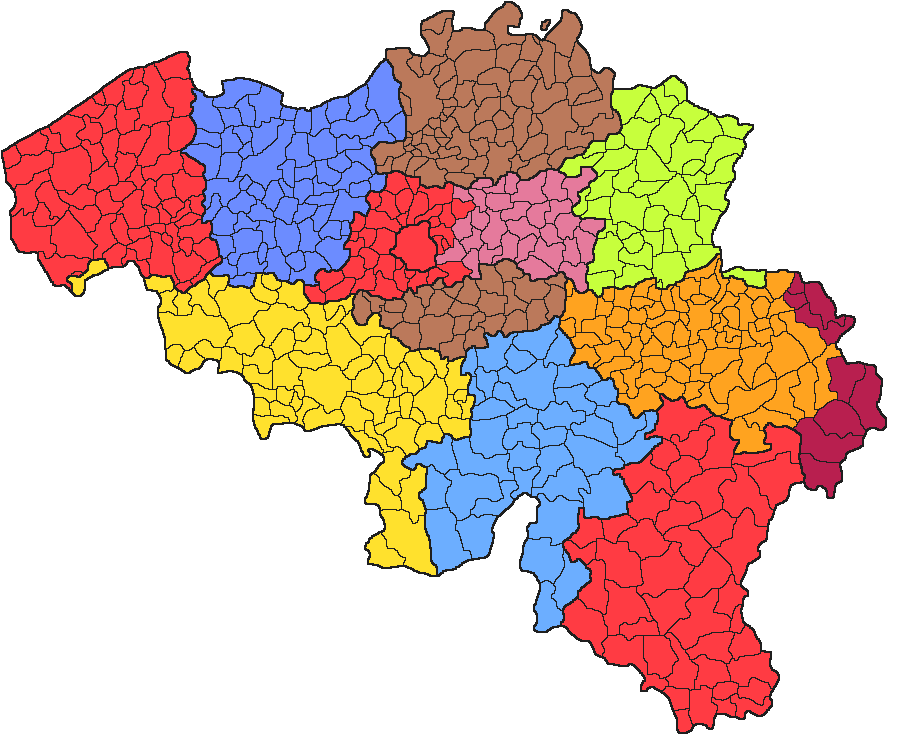
Distritos judiciales de Bélgica.

Bélgica tiene 12 distritos judiciales:
- El distrito de Lieja cubre la parte de habla francesa de la provincia de Lieja
- El distrito de Eupen cubre la parte de habla alemana de la provincia de Lieja
- El distrito de Bruselas cubre la región Capital y el distrito administrativo de Halle-Vilvoorde (parte occidental de la provincia del Brabante Flamenco)
- El distrito de Lovaina cubre el distrito administrativo de Lovaina (parte oriental de la provincia del Brabante Flamenco)
- Los restantes 8 distritos son colindantes con, y tienen los mismos nombres de las restantes 8 provincias

Hasta el 31 de marzo de 2014, Bélgica tenía 27 distritos judiciales. Estas son ahora secciones de los actuales 12 distritos judiciales. Además, el distrito de Bruselas se dividió en las secciones Bruselas y Halle-Vilvoorde.
| Distrito Judicial  | Secciones                             |
| ------------------ | ------------------------------------- |
| Amberes            | Amberes, Mechelen, Turnhout           |
| Bruselas           | Bruselas, Halle-Vilvoorde             |
| Eupen              | Eupen                                 |
| Flandes Oriental   | Dendermonde, Ghent, Oudenaarde        |
| Hainaut            | Charleroi, Mons, Tournai              |
| Lovaina            | Lovaina                               |
| Limburgo           | Hasselt, Tongeren                     |
| Lieja              | Huy, Lieja, Verviers                  |
| Luxemburgo         | Arlon, Marche-en-Famenne, Neufchâteau |
| Namur              | Dinant, Namur                         |
| Brabante Valón     | Nivelles                              |
| Flandes Occidental | Bruges, Kortrijk, Veurne, Ypres       |

## Electorales
Hasta finales de 1999, los distritos electorales para la elección de los parlamentos eran circunscripciones electorales; desde principios de 2000, estos son las diez provincias. El distrito de Bruselas-Capital (que coincide geográficamente con la Región de Bruselas-Capital) no forma parte de ninguna provincia y, en consecuencia, forma su propio distrito electoral.
El Parlamento Valón todavía utiliza distritos electorales. Cada distrito electoral consta de al menos un distrito (administrativo). Anteriormente había 13 distritos electorales de este tipo, pero desde entonces se han reducido a 11. Cada uno de estos distritos electorales toma sus nombres de los distritos electorales en los que consisten, generalmente disminuyendo en orden de población.
| Distrito Electoral                                  | Parte de la provincia de |
| --------------------------------------------------- | ------------------------ |
| Arlon-Marche-en-Famenne-Bastogne-Neufchâteau-Virton | Luxemburgo               |
| Mons                                                | Hainaut                  |
| Charleroi-Thuin                                     | Hainaut                  |
| Dinant-Philippeville                                | Namur                    |
| Tournai-Ath-Mouscron                                | Hainaut                  |
| Huy-Waremme                                         | Lieja                    |
| Lieja                                               | Lieja                    |
| Namur                                               | Namur                    |
| Nivelles                                            | Brabante Valón           |
| Soignies                                            | Hainaut                  |
| Verviers                                            | Lieja                    |